# Aeroporto di Berna
L'Aeroporto di Berna (IATA: BRN, ICAO: LSZB), chiamato anche Campo di volo di Berna Belp, è un aeroporto situato vicino al comune di Belp, nei pressi di Berna in Svizzera.

## Storia
L'aeroporto è stato fondato nel 1929 dalla compagnia aerea privata svizzera Alpar. Nel 1950 venne costruita la prima pista in cemento e Alpar venne rinominata in Alpar, Flug- und Flugplatz-Gesellschaft AG Bern e nel 2014 Flughafen Bern AG.
Nel 2018 la compagnia aerea SkyWork Airlines ha dichiarato bancarotta e cessato tutte le operazioni, causando un crollo del traffico dell'84% e lasciando Helvetic Airways come unica compagnia a servire l'aeroporto. Anche la compagnia aerea tedesca Lübeck Air ha iniziato ad operare voli dall'aeroporto con destinazioni in Germania, Spagna e Italia.

## Statistiche
Questo grafico non è disponibile a causa di un problema tecnico.
Si prega di non rimuoverlo.
Vedi la query Wikidata di origine.
| Anno | Passeggeri | Variazione % |
| ---- | ---------- | ------------ |
| 2010 | 85 981     | 9,6%         |
| 2011 | 169 288    | 96,9%        |
| 2012 | 258 543    | 52,7%        |
| 2013 | 244 699    | 5,4%         |
| 2014 | 177 539    | 27,5%        |
| 2015 | 190 032    | 7,0%         |
| 2016 | 183 319    | 3,5%         |
| 2017 | 182 917    | 0,2%         |
| 2018 | 151 621    | 17,1%        |
| 2019 | 35 787     | 76,4%        |